# 7ª edizione dei British Academy Video Game Awards
La settima edizione dei British Academy Video Games Awards, premiazione istituita dalla British Academy of Film and Television Arts, si è tenuta il 16 marzo 2011 all'Hotel Hilton di Londra ed è stata condotta da Dara Ó Briain. Heavy Rain è stato il gioco più vincente della serata, ottenendo 3 riconoscimenti su 7 candidature.

## Vincitori e candidati

### Miglior Gioco d'azione
- Assassin's Creed: Brotherhood – Ubisoft Montreal/Ubisoft

- Battlefield: Bad Company 2 – EA DICE/Electronic Arts
- BioShock 2 – 2K Marin/2K Games
- Call of Duty: Black Ops – Treyarch/Activision
- God of War III – SCE Santa Monica Studio/Sony Computer Entertainment
- Halo: Reach – Bungie/Microsoft Game Studios

### Miglior Gioco Social
- My Empire – Playfish

- Bejeweled Blitz – PopCap Games
- Farmerama – Bigpoint
- FIFA Superstars – Playfish, Electronic Arts
- ZooMumba – Bigpoint
- Zuma Blitz – Oberon Media, PopCap Games

### Miglior Direzione Artistica
- God of War III – SCE Santa Monica Studio/Sony Computer Entertainment

- Assassin's Creed: Brotherhood – Ubisoft Montreal/Ubisoft
- Call of Duty: Black Ops – Treyarch/Activision
- Heavy Rain – Quantic Dream/Sony Computer Entertainment
- Limbo – Playdead/Playdead
- Mass Effect 2 – BioWare/Electronic Arts

### Miglior Gioco di Sport
- F1 2010 – Codemasters/Codemasters

- FIFA 11 – EA Canada/EA Sports
- Football Manager 2011 – Sports Interactive/SEGA
- Gran Turismo 5 – Polyphony Digital/Sony Computer Entertainment
- International Cricket 2010 – Trickstar Games/Codemasters
- Pro Evolution Soccer 2011 – Konami/Konami

### Gioco dell'anno
- Mass Effect 2 – BioWare/Electronic Arts

- Assassin's Creed: Brotherhood – Ubisoft Montreal/Ubisoft
- FIFA 11 – EA Canada/EA Sports
- Heavy Rain – Quantic Dream/Sony Computer Entertainment
- Limbo – Playdead/Playdead
- Super Mario Galaxy 2 – Nintendo EAD Tokyo/Nintendo

### Miglior Storia
- Heavy Rain – David Cage, Quantic Dream/Sony Computer Entertainment

- Alan Wake – Sam Lake, Mikko Rautalahti, Petri Järvilehto, Remedy Entertainment/Microsoft Game Studios
- BioShock 2 – Jordan Thomas, 2K Marin/2K Games
- Call of Duty: Black Ops – Craig Houston, Dave Anthony, David S. Goyer, Treyarch/Activision
- Fallout: New Vegas – John R. Gonzalez, Obsidian Entertainment/Bethesda Softworks
- Mass Effect 2 – Mac Walters, Drew Karpyshyn, BioWare/Electronic Arts

### Miglior Gioco per Famiglie
- Kinect Sports – Rare/Microsoft Game Studios

- Dance Central – Harmonix/MTV Games
- Kinect Adventures! – Good Science Studio/Microsoft Game Studios
- Kinectimals – Frontier Developments/Microsoft Game Studios
- Lego Harry Potter: Anni 1–4 – Traveller's Tales/Warner Bros. Interactive Entertainment
- Toy Story 3: Il videogioco – Avalanche Software/Disney Interactive Studios

### Miglior Gioco di Strategia
- Civilization V – Firaxis Games/2K Games

- Fallout: New Vegas – Obsidian Entertainment/Bethesda Softworks
- FIFA Manager 11 – Bright Future GmbH and EA Sports/Electronic Arts
- Napoleon: Total War – The Creative Assembly/SEGA
- Plants vs. Zombies – PopCap Games/PopCap Games
- StarCraft II: Wings of Liberty – Blizzard Entertainment/Blizzard Entertainment

### Miglior Gameplay
- Super Mario Galaxy 2 – Nintendo EAD Tokyo/Nintendo

- Assassin's Creed: Brotherhood – Ubisoft Montreal/Ubisoft
- God of War III – SCE Santa Monica Studio/Sony Computer Entertainment
- Heavy Rain – Quantic Dream/Sony Computer Entertainment
- Limbo – Playdead/Playdead
- Mass Effect 2 – BioWare/Electronic Arts

### Miglior Innovazione Tecnica
- Heavy Rain – Quantic Dream/Sony Computer Entertainment

- Assassin's Creed: Brotherhood – Ubisoft Montreal/Ubisoft
- Call of Duty: Black Ops – Treyarch/Activision
- Halo: Reach – Bungie/Microsoft Game Studios
- Kinectimals – Frontier Developments/Microsoft Game Studios
- Super Mario Galaxy 2 – Nintendo EAD Tokyo/Nintendo

### Miglior Gioco Portatile
- Cut the Rope – ZeptoLab/Chillingo

- God of War: Ghost of Sparta – Ready at Dawn and SCE Santa Monica Studio/Sony Computer Entertainment
- Lego Harry Potter: Anni 1–4  – Traveller's Tales/Warner Bros. Interactive Entertainment
- Professor Layton and the Lost Future – Level-5/Nintendo
- Sonic Colours – Sonic Team and Dimps/SEGA
- Super Scribblenauts – 5th Cell/WB Games

### Miglior Sonoro
- Battlefield: Bad Company 2 – EA DICE/Electronic Arts

- Alan Wake – Remedy Entertainment/Microsoft Game Studios
- Assassin's Creed: Brotherhood – Ubisoft Montreal/Ubisoft
- Call of Duty: Black Ops – Treyarch/Activision
- DJ Hero 2 – FreeStyleGames/Activision
- Limbo – Playdead/Playdead

### Miglior Multiplayer
- Need for Speed: Hot Pursuit – Criterion Games/Electronic Arts

- Assassin's Creed: Brotherhood – Ubisoft Montreal/Ubisoft
- Battlefield: Bad Company 2 – EA DICE/Electronic Arts
- Call of Duty: Black Ops – Treyarch/Activision
- Halo: Reach – Bungie/Microsoft Game Studios
- StarCraft II: Wings of Liberty – Blizzard Entertainment

### BAFTA Ones to Watch Award
Twang! – PikPok
- Mush – Motion Twin
- Sculpty – Team Tickle

### Miglior Colonna Sonora
- Heavy Rain – Normand Corbeil. Quantic Dream/Sony Computer Entertainment

- Alan Wake – Petri Alanko, Remedy Entertainment/Microsoft Game Studios
- Fable III – Russell Shaw, Lionhead Studios/Microsoft Game Studios
- James Bond 007: Blood Stone – Richard Jacques, Bizarre Creations/Activision
- Mass Effect 2 – Jack Wall, Jimmy Hinson, Sam Hulick, David Kates, BioWare/Electronic Arts
- Super Mario Galaxy 2 – Mahito Yokota, Ryo Nagamatsu, Kōji Kondō, Nintendo EAD Tokyo/Nintendo

### GAME Award
- Call of Duty: Black Ops – Treyarch/Activision

- Dance Central – Bungie/Microsoft Game Studios
- FIFA 11 – EA Canada/EA Sports
- Halo: Reach – Bungie/Microsoft Game Studios
- Heavy Rain – Quantic Dream/Sony Computer Entertainment
- Limbo – Playdead/Playdead
- Mass Effect 2 – BioWare/Electronic Arts
- Need for Speed: Hot Pursuit – Criterion Games/Electronic Arts
- Red Dead Redemption – Rockstar San Diego/Rockstar Games
- Super Mario Galaxy 2 – Nintendo EAD Tokyo/Nintendo